# Bergenssangen

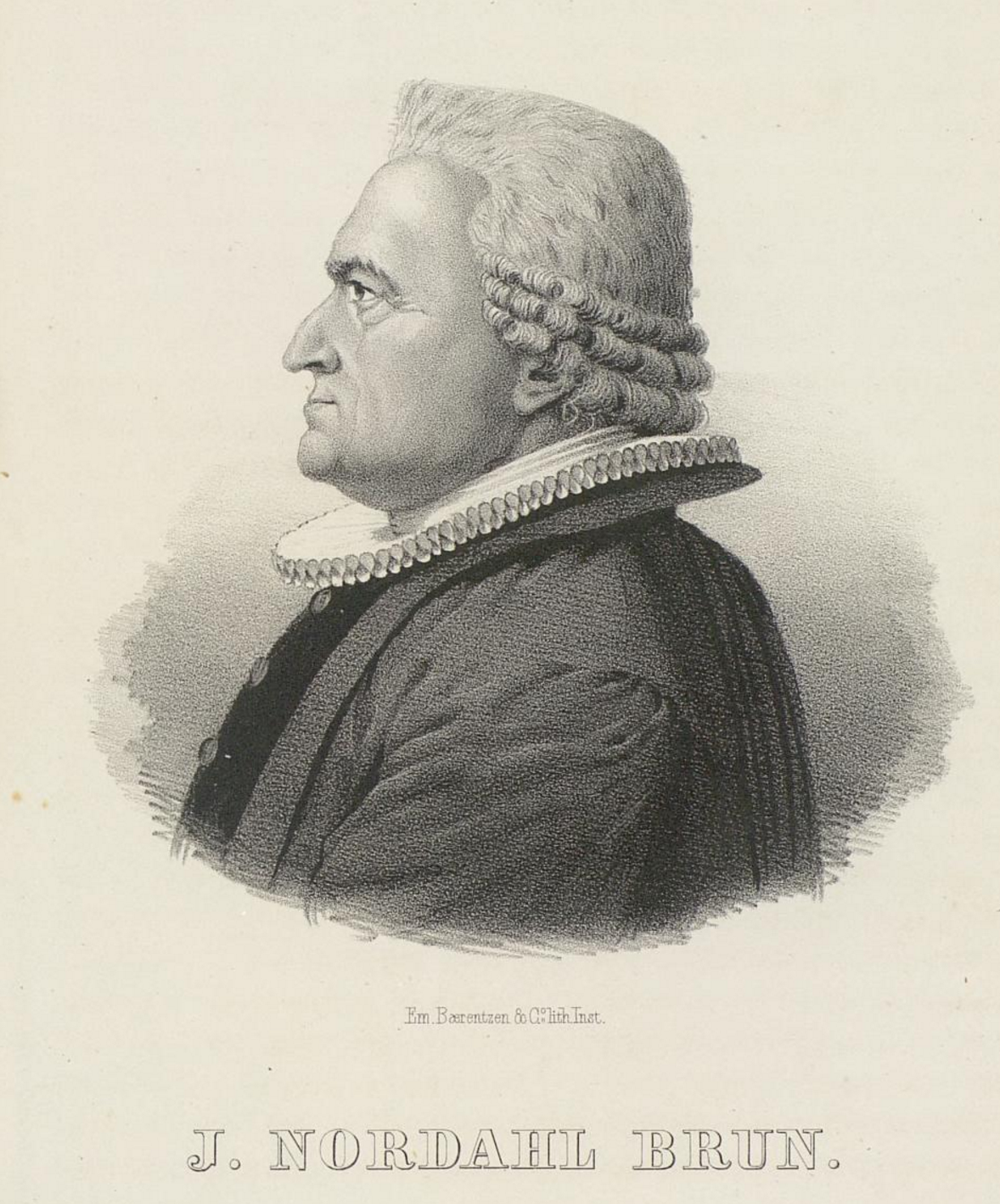
Lithographie de Johan Nordahl Brun datant de 1853.

Bergenssangen (Le Chant de Bergen) est le surnom de l'hymne de Bergen, Udsigt853er fra Ulriken, composé par Johan Nordahl Brun, sur un menuet de Lully.
C'est aussi le chant scandé par les supporters du SK Brann avant chaque match, ou celui chanté et joué à l'occasion de la cérémonie de baptême du pétrolier Java Star, et à d'autres occasions locales: fêtes, cérémonies, etc. Il décrit, entre autres, la vue depuis Ulriken, une des montagnes de Bergen.

## Mélodie
[MP3] Écouter en ligne

## Paroles
Sang til Bergen (Chanson pour Bergen)
Par Johan Nordahl Brun
(Udsigter fra Ulriken) (Vue depuis Ulriken)
Jeg tog min nystemte Cithar i Hænde;

Sorgen forgik mig pa Ulrikens Top.

Tænkte paa Bauner, om de skulde Brænde, 

og byde Mandskab mot Fienden op;

følede Freden, blev glad i min Aand,

og greb til min Cithar med legende Haand.

Værdige, gamle, graaskallede Bierge,

I, som omgierde min Fædrene-Bye,

I, som saa mangen en Torden afværge,

og sønderbryde electriske Skye!

Yndig er dalen, I hegne mig ind,

og Foraar og Dalen oplive mit Sind.

Herfra fortryllende Syner jeg skuer,

Lungegaards Vandet, den Slette saa blaa,

Nyegaards Alleens løvkronede Buer,

derunder prydede Skiønne at gaae,

deromkring Markens dens festlige Dragt,

det Guld i det Grønne den blomstrende Pragt!

Tæt ved mig Alrikstads dobbelte Slette,

Kongeborg fordum og brugbar til Strid,

skiøn af Naturen, om Fortrin vil trette

med selve Nyegaard, som prunker med Flid,

der løb fra Svartedig skummende Aae,

der saae jeg Møllehiul flittig at gaae.

Bedre frem, Bergen, det Handelens Sæde,

strækkende Arme om seilbare Vaag.

Derhen høifarmede Jægter med Glæde

rustes hver Sommer til dobbelte Tog;

derfra gaae Skibe saa vide om Land;

der kiøber, der sælger, der handler hver Mand.

Der seer jeg Skoven af Masterne høie,

handlende Stuers bredvaiende Flag;

Vippebom seer jeg sig flittig at bøie,

flittig at hæve. – Tagenternes Slag

paa dette Handels-Claveer gav Musik,

og Vare af Skuderne dandsende gik.

Nu tog jeg Vand af den springende Kilde.

herudaf Oldtidens Kiempeslægt drak.

Naar de lykønske sit Fædreland vilde,

Sverdet af Skeden tillige de trak.

Vee! den, saa sang de, saa synger jeg og,

den Nidding, som Sverd imot Fødeland drog.

Freden, o! Bergen! din Rede beskierme,

Sommeren krone hver Ager med Brød!

Ilden og Sverdet dig aldrig fornærme,

Havet dig aapne sit frugtbare Skiød!

Da mellem Biergene syv skal du staae,

naar nybaget Kiøbstad i Luften maa gaae.

Jeg drak den Skaal, som mig Ulriken skienkte,

drikker den samme, I, som have Viin!

Hver, som oprigtig mod Fødeby tænkte;

Lod denne Munterheds Skaal være sin.

Held for vort Bergen, for Fødeland Held!

Gid alting maa blomstre fra Fiere til Field!